# Troisvierges
Troisvierges (lussemburghese: Ëlwen; tedesco: Ulflingen) è un comune del Lussemburgo settentrionale. Si trova nel cantone di Clervaux, nel distretto di Diekirch. Nel suo territorio si trovano le due colline più alte del Lussemburgo, Kneiff (560 m) e Buurgplaatz (559 m).
Nel 2005, la città di Troisvierges, il capoluogo del comune che si trova nella parte meridionale del suo territorio, aveva una popolazione di 1 365 abitanti. Le altre località che fanno capo al comune sono Basbellain, Drinklange, Hautbellain, Huldange e Wilwerdange.
Fino al 28 dicembre 1908, il comune si chiamava Basbellain, come il centro che fino ad allora era il capoluogo. Da quel giorno il capoluogo è stato spostato a Troisvierges.

## Amministrazione

### Gemellaggi
- Desborough, Regno Unito
- Bucine, Italia